# Маркук
Хліб Маркук (араб. خبز مرقوق, трансліт. khubz marqūq), також відомий як khubz ruqaq (араб. رقاق), shrak (араб. شراك), khubz rqeeq (араб. رقيق), mashrooh (араб. مشروح) та хліб саж (араб. خبز صاج), є різновидом близькосхідного прісного плоского хліба, поширеного в Леванті та на Аравійському півострові. Випікається на опуклій металевій сковороді (судж) або в танурі.
Маркук шрак — це тонкий хліб. Тісто прісне, зазвичай готується лише з борошна, води та солі. Після відпочинку його розподіляють на круглі порції, розплющують і розтягують на круглому валку до дуже тонкого шару, потім перевертають на саж. Часто складається та упаковується в пакети перед продажем.
Його часто порівнюють із пітою, яка також є частиною близькосхідної кухні, хоча маркук значно більший і тонший. У деяких арабських країнах, таких як Ємен, для цього ж хліба використовуються різні назви, як-от хамір, мальудж та салуф, залежно від місцевих діалектів. В Ізраїлі маркук може також називатися лаффа, хоча це два різні види плоского хліба.

## Етимологія
Маркук (مرقوق) походить від арабського слова raqiq (رقيق), що означає "ніжний", а також походить від дієслова Raq (رق).

## Історія
Маркук також згадувався у кулінарній книзі X століття Ібн Сайяр аль-Варрака під назвою рукак. Він описує його як великий і тонкий, прісний хліб.
Німецький орієнталіст Густав Дальман описав маркук у Палестині на початку XX століття як хліб, що випікався в танурі, інколи із використанням розпушувачів.

## Галерея

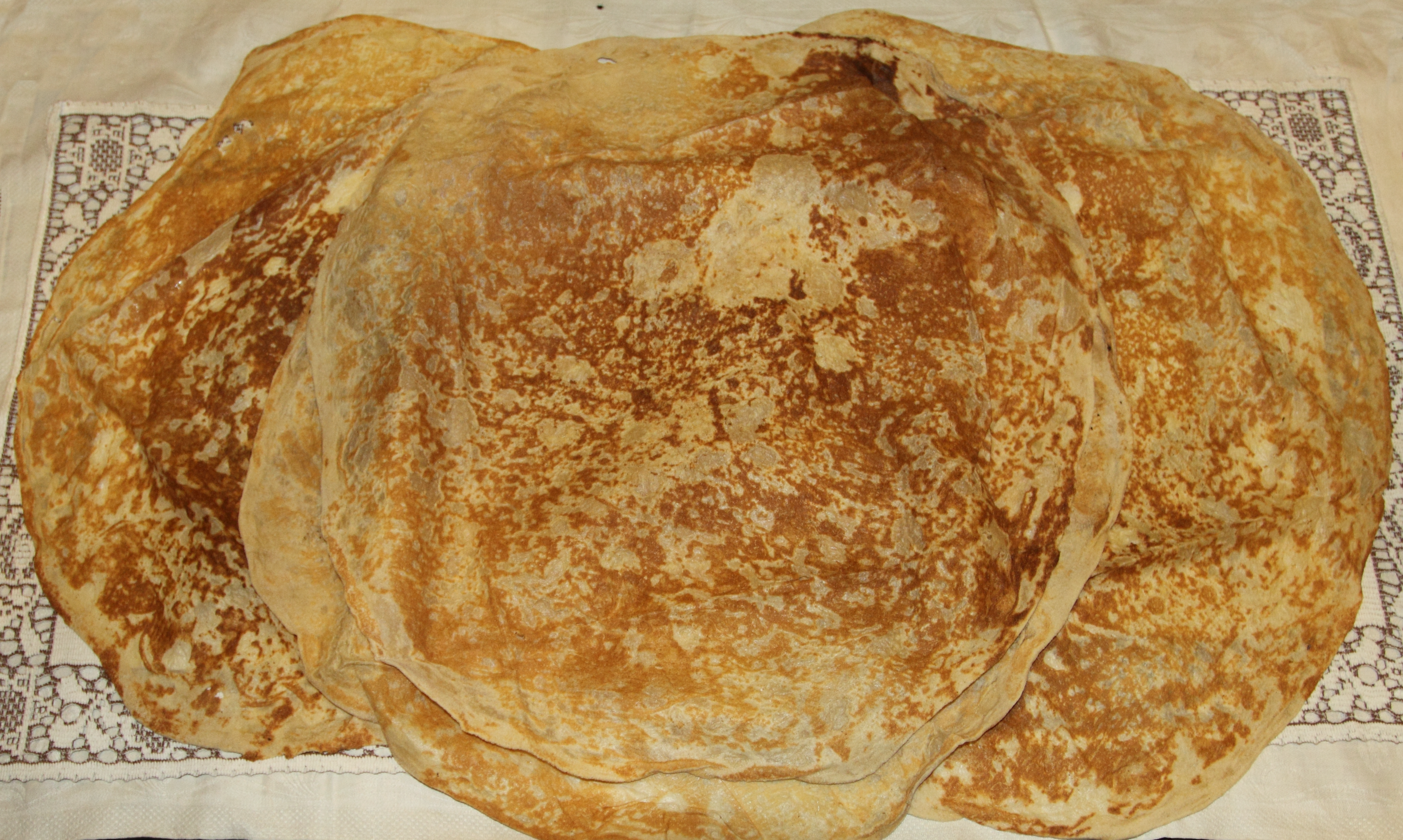
Маркук, приготований сирійськими євреями в Єрусалимі
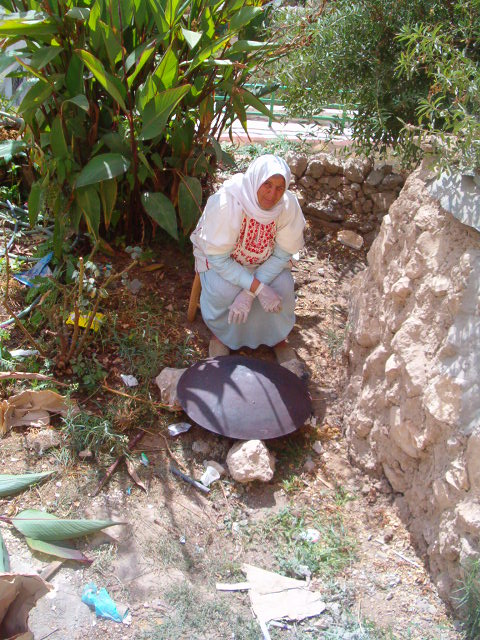
Палестинська жінка випікає маркук на саж-сковороді у селі Артас поблизу Вифлеєма
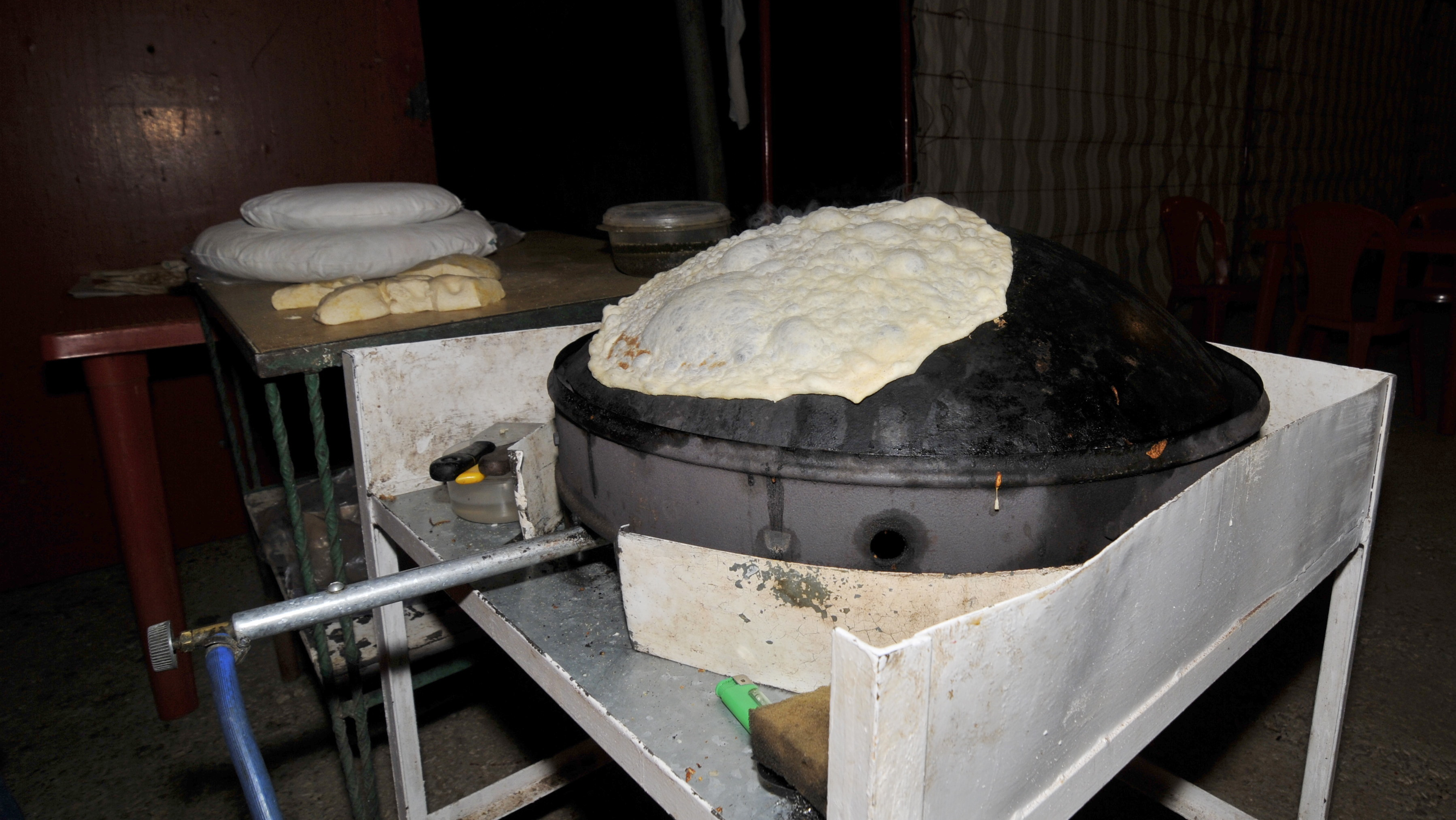
Приготування маркуку на сажі